# Cannelle
Cannelle ist eine Gemeinde auf der Mittelmeerinsel Korsika in Frankreich. Sie gehört zum Département Corse-du-Sud, zum Arrondissement Ajaccio und zum Kanton Sevi-Sorru-Cinarca. Nachbargemeinden sind Sari-d’Orcino im Norden und im Osten, Sarrola-Carcopino im Südosten, Valle-di-Mezzana im Süden und Sant’Andréa-d’Orcino im Westen.

## Bevölkerungsentwicklung
| Jahr      | 1962 | 1968 | 1975 | 1982 | 1990 | 1999 | 2008 | 2012 |
| --------- | ---- | ---- | ---- | ---- | ---- | ---- | ---- | ---- |
| Einwohner | 75   | 53   | 38   | 21   | 25   | 32   | 47   | 50   |

## Wirtschaft
Cannelle ist eine der 36 Gemeinden mit zugelassenen Rebflächen des Weinbaugebietes Ajaccio.